# Ettore Rivolta
Ettore Rivolta, né le 3 septembre 1904 et décédé en 1977, est un athlète italien, spécialiste de la marche. Son plus grand succès est sa médaille de bronze obtenue sur 50 km aux championnats d'Europe de 1934 à Turin avec un temps de 4 h 54 min 05 s.
Deux ans plus tôt, aux Jeux olympiques d'été de 1932 à Los Angeles, il s'était classé cinquième sur cette même distance.

## Palmarès

### Jeux olympiques d'été
- Jeux olympiques d'été de 1932 à Los Angeles ( États-Unis)
  - 5e sur 50 km marche

### Championnats d'Europe d'athlétisme
- Championnats d'Europe d'athlétisme de 1934 à Turin ( Italie)
  -  Médaille de bronze sur 50 km marche

## Sources
- (it) Cet article est partiellement ou en totalité issu de l’article de Wikipédia en italien intitulé « Ettore Rivolta » (voir la liste des auteurs).